# Electro (comics)
Pour le style musical, voir Electro.
Maxwell « Max » Dillon, alias Electro est un super-vilain évoluant dans l'univers Marvel de la maison d'édition Marvel Comics. Créé par le scénariste Stan Lee et le dessinateur Steve Ditko, le personnage de fiction apparaît pour la première fois dans le comic book The Amazing Spider-Man (vol. 1) #9 en février 1964.
Electro est l'un des ennemis récurrents du super-héros Spider-Man. Il ne doit pas être confondu avec Elektro, un robot apparu dans Tales of Suspense #13 (janvier 1961), créé par Stan Lee et Jack Kirby.

## Biographie du personnage

### Enfance et débuts
Né à Endicott dans l'État de New York, Maxwell Dillon est abandonné par son père Jonathan à l'âge de huit ans et, surprotégé par sa mère Anita, hérite d'un complexe d'infériorité.
Adulte, Dillon travaille comme poseur de lignes électriques pour la société Consolidated Edison. Un jour où il répare un poteau électrique, il est électrocuté par un éclair. Alors qu'il s'accroche à la ligne électrique, les deux chocs électriques s’annulent mutuellement, provoquant un changement mutagénique dans son corps, ce qui lui octroie le don de maîtriser et de produire de l'électricité. Se surnommant Electro, il se lance immédiatement dans une carrière criminelle.

### Partenaire du crime
La première confrontation d'Electro avec Spider-Man se produit quand il dévalise le journal le Daily Bugle. Il affronte ensuite Daredevil avant de rejoindre le groupe des Sinistres Six.
Il attaque ensuite les Quatre Fantastiques lors du mariage de Red Richards et de Jane Storm, sous les ordres du Docteur Fatalis. Il reforme ensuite les Émissaires du Mal (avec le Matador, le Gladiateur, l'Homme aux échasses, et l'Homme-grenouille, « Leap-Frog » en VO) pour se venger de Daredevil.
À une occasion, il s'allie avec le super-vilain Blizzard contre le Tisseur, puis aide un gang à combattre l’équipe des Défenseurs.
Il rejoint ensuite les Terrifics (Frightful Four (en) en VO). Après avoir refusé de rejoindre les organisations criminelles du Caméléon et de Hammerhead, il opte pour retourner chez les Sinistres Six du Docteur Octopus et combat de nouveau Spider-Man. Mais, à chaque fois il est vaincu, que ce soit par une perte de son pouvoir ou à cause d'un adversaire plus puissant. Fatigué de perdre la face contre Spider-Man, il décide un jour de se retirer de la vie criminelle. Il ne réapparaît que pour affronter Kaine, en compagnie de Mystério.
Maxwell Dillon sort de sa retraite quand il est engagé par le criminel nommé la Rose (en) (le fils de Wilson Fisk), qui augmente ses pouvoirs grâce à plusieurs expérimentations. En échange, il aide le mafieux à se débarrasser d'une secte d'assassins proche de la Main. Puis, il tente de s'emparer de New York, pour finalement être stoppé de nouveau par le Tisseur. Chargé d'électricité, il se jette dans les eaux de l'Hudson river, ce qui provoque apparemment sa mort.
Il survit cependant et reprend part aux actions des Sinistres Six, qui désiraient se venger d'Octopus. Son pouvoir revient peu à peu un niveau normal. Quand Vénom cherche à éliminer ses anciens collègues un par un, Electro est laissé pour mort, une fois de plus.
Il travaille ensuite pendant un temps avec le Vautour et apprend à utiliser ses pouvoirs plus intelligemment. Il réussit presque à vaincre Spider-Man, mais leur combat fait exploser une raffinerie de gaz, ce qui le blesse sérieusement. Après son rétablissement, il rejoint les Sinistres Douze assemblés par le Bouffon vert. Ils sont battus par les Quatre Fantastiques aidés de Daredevil, Captain America, Iron Man et Yellowjacket.

### Civil War
Lors de Civil War, Electro est engagé par Elektra (remplacée par la reine Skrull Pagon qui a copié son apparence) pour libérer Sauron du Raft, un pénitencier pour super-vilains. Electro provoque une évasion de masse, ce qui débouche par la suite dans la reformation des New Avengers, et finalement la guerre civile.
Quand les Vengeurs le retrouvent, il s'enfuit car menacé d'être sévèrement battu par Luke Cage, qui est à la recherche d'informations sur l'évadé principal.
Quand la guerre civile débute et que la loi Registration Act est votée, Electro fait partie des super-criminels capturés dans un local appartenant à Hammerhead.

### Secret Invasion
Lors de Secret Invasion, Electro fait partie de la bande du Hood qui repousse une partie de la force armée Skrull à New York.

## Pouvoirs et capacités
Max Dillon possède le pouvoir d’absorber, de stocker et de manipuler l’énergie électrostatique, qu’il peut ensuite libérer ou contrôler afin d'en obtenir divers effets.
En règle générale, Electro génère son énergie à partir d’une source électrique externe, mais il peut aussi créer de lui-même de petites quantités d’énergies électrostatiques au besoin, en transformant l’énergie chimique de son propre corps, bien que cela l’affaiblisse physiquement. Il peut aussi fonctionner comme un transformateur, notamment en touchant une source d’énergie extérieure comme un générateur électrique et, ainsi, canaliser l'énergie dans son corps pour l’utiliser immédiatement, sans la stocker.
Son métabolisme a été amélioré par l'énergie ; il est plus fort et plus rapide qu'un homme normal, surtout quand il est chargé au maximum. Quand il est électriquement chargé, il est capable de soulever (ou d’exercer une pression équivalente à) environ 250 kg.
Le flux électrique de sa peau est tel que, lorsqu’il est chargé à son maximum, une personne qui le touche court le risque d’être électrocutée. Le corps d'Electro est lui-même immunisé contre les effets de cette électricité, ainsi que celles de toute autre source. Electro ne peut donc pas être électrocuté lui-même, quelle que soit la tension électrique en jeu. La limite de son pouvoir de stockage est inconnue, mais Electro a déjà volé l’énergie d'une centrale électrique.
- Grâce à son pouvoir, Electro peut tuer un être humain en le foudroyant à distance avec un éclair électrique, ou en le touchant. Il peut émettre ses éclairs à partir de ses doigts. Ces décharges électriques (dont il contrôle la tension) se déplacent à une vitesse d’environ 350 mètres par seconde. Electro est capable de générer des éclairs sur une portée d’environ trente mètres. Cela nécessite une différence de potentiel électrique d’environ 30 millions de volts entre lui et sa cible. L’analyse des dégâts provoqués par ses décharges montre qu’il peut atteindre une intensité de 200 ampères en quelques instants. D’autres analyses ont montré qu’au cours d’un combat il peut, sans se recharger, créer environ 1 000 décharges d’une durée moyenne d’un dixième de seconde sur une durée de 100 secondes (ce qui est équivalent à une capacité de stockage d’au moins 20 000 coulombs). Le trajet de ces éclairs ne suit pas systématiquement une ligne droite car des substances conductrices — comme les métaux ou des champs magnétiques — peuvent dévier leurs trajectoires[1].
- Il se sert aussi de l'électricité pour se déplacer plus rapidement. Il peut alors suivre les lignes des champs magnétiques ou tout autre objet qui possède un fort potentiel électrique (par exemple, les lignes électriques ou les câbles électriques). Il crée alors de petits champs électriques autour de ses jambes, ceux-ci engendrant un champ magnétique inverse qui le porte, et sur lequel il glisse. Ainsi, sur une ligne électrique, il peut se déplacer à plus de 600 km/h mais, au-delà d'une vitesse d’environ 225 km/h, il a du mal à respirer sans assistance respiratoire externe. Il a démontré que, quand il est complètement chargé, il peut utiliser la lévitation électromagnétique et a même créé des ponts électrostatiques, mais cela lui demande énormément d'énergie[1].
- Les arcs électriques qu'il génère sont assez puissants pour faire griller ou stopper toute machine ou installation non protégée. Utilisés avec une faible puissance et subtilité, Electro peut aussi contrôler ces mêmes installations (par exemple, pour démarrer des engins, ouvrir des portes automatiques, déconnecter des systèmes d’alarme, des ordinateurs ou surcharger tout système de contrôle fonctionnant électriquement qui n’est pas assez bien protégé)[1].
- Electro a aussi appris à utiliser son pouvoir comme un aimant, pour attirer à lui ou repousser les objets par électromagnétisme. Cependant, ce pouvoir est très faible.

En contrepartie de ses pouvoirs, Max Dillon est très sensible à l'eau, qui le court-circuite, allant de l'inconscience à la perte de sa réserve d'énergie. On l'a cependant vu à quelques occasions maîtriser suffisamment son pouvoir pour vaporiser l'eau avant que celle-ci n'entre en contact avec lui, mais il doit alors être particulièrement concentré sur cette action.

## Apparitions dans d'autres médias
Sauf indication contraire, les informations mentionnées dans cette section peuvent être confirmées par la base de données cinématographiques IMDb,  présente dans la section « Liens externes ».

### Cinéma
Interprété par Jamie Foxx

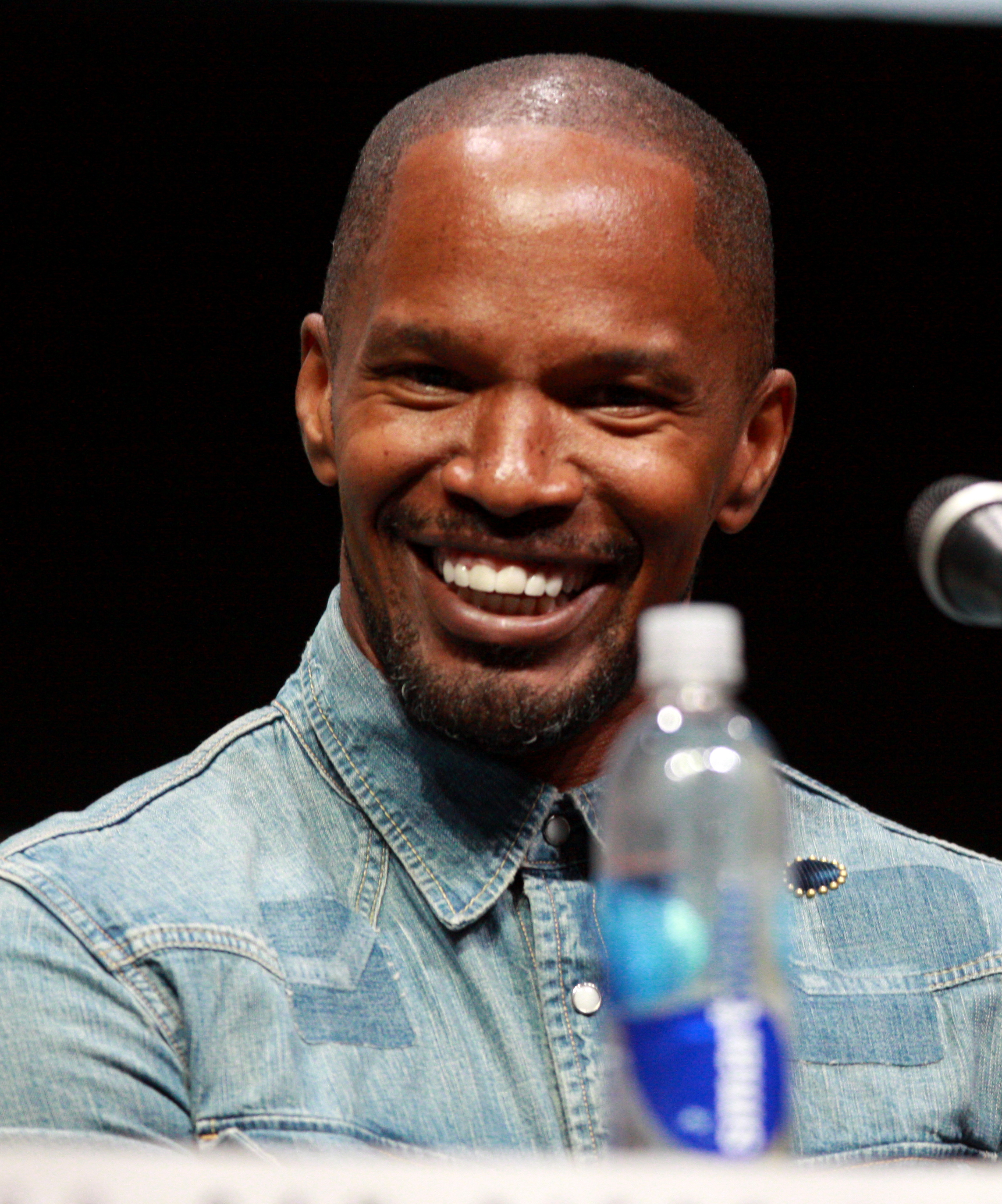
L'acteur Jamie Foxx incarne Max Dillon/Electro dans The Amazing Spider-Man : Le Destin d'un héros (2014) et Spider-Man: No Way Home (2021).

- 2014 : The Amazing Spider-Man : Le Destin d'un héros réalisé par Marc Webb – Max Dillon est une personne en manque de confiance en lui qui a toujours été négligé par le monde et maltraité par ses patrons. Un jour, en chemin vers Oscorp où il travaille en tant que technicien, il est sauvé in extremis par Spider-Man alors qu'un taxi allait le renverser (à la suite d'une course-poursuite entre Spider-Man et le futur Rhino). Max développe alors une obsession pour le héros. En étant contraint de réparer une panne électrique chez Oscorp par ses patrons en dehors de ses heures de travail, il tombe accidentellement dans un bassin rempli d'anguilles électriques génétiquement modifiées qui lui confèrent le pouvoir de maîtriser l’électricité à sa guise. Les patrons d’Oscorp préfèrent dissimuler l’accident et le déclarent mort, de peur que cela fasse fuir de potentiels investisseurs (le fondateur d'Oscorp, Norman Osborn, venant tout juste de décéder et léguer son entreprise à son fils, Harry Osborn sous le regard méfiant des patrons d’Oscorp). Il se réveille à la morgue sous sa nouvelle forme et se dirige vers Times Square où il produit accidentellement d’importants dégâts, nécessitant une importante intervention policière, avant que Spider-Man n’arrive pour le canaliser après une brève discussion. Malheureusement, un policier lui tire accidentellement dessus, le rendant alors complètement incontrôlable. Il détruit Time Square, avant que Spider-Man n'arrive à le neutraliser avec une lance à eau. Il est alors secrètement envoyé par les patrons d'Oscorp à Ravencroft Industries (une sorte de prison pour les « fous-dangereux ») où il devient une sorte de cobaye pour le Dr. Kafka. Harry Osborn (mis à la porte par les patrons d’Oscorp qui lui ont collé l’accident de Max Dillon sur le dos) lui demande alors de l'aider à pénétrer dans la tour d'Oscorp, et promet de le libérer en échange, ainsi que de lui fournir un accès au réseau électrique de la ville (un ensemble de tours qui alimente tout New-York en électricité, idée proposée par Max Dillon, que ses patrons d’Oscorp se sont appropriée). Electro accepte après avoir neutralisé les agents de Ravencroft et le Dr. Kafka. Le duo pénètre ensuite dans l’enceinte d'Oscorp pour que Harry Osborn puisse obtenir ce qu’il souhaitait (le venin d’araignée). Electro a enfin le champ libre pour consommer toute l’électricité de la ville grâce au réseau de tours. Spider-Man, accompagné de Gwen Stacy, trouvent un moyen pour le neutraliser (après avoir essayé de le neutraliser infructueusement avec de l’eau, comme la première fois) en utilisant la propre énergie de Electro contre lui-même, ce qui le surchauffe de l’intérieur, jusqu’à le faire exploser.
- 2021 : Spider-Man: No Way Home réalisé par Jon Watts – Une version différente de Peter Parker venant d'un autre univers a vu son identité secrète être dévoilée au monde entier. Il demande à Dr Strange de lancer un sortilège pour la rendre à nouveau secrète mais le sort rate et ouvre une brèche dans le Multivers faisant ainsi venir les plus grands ennemis de Spider-Man qui connaissent cette identité secrète dans leur monde dont Max. Il se retrouve en pleine nature dans un lieu entouré de grands pylônes électriques et, fasciné par cette énergie différente de son univers, se recharge quand arrive Peter à la recherche des "visiteurs". Le prenant à tort pour son Spider-Man, Electro lui envoie un projectile mais l'Homme-Sable (un autre super-vilain transporté depuis son univers) s'interpose et prête main-forte à Peter pour neutraliser temporairement Electro qui, après un bref dialogue, se retrouve dans la crypte de Dr Strange aux côtés du Docteur Octopus de du Lézard, qu'il reconnaît. Quand le dernier visiteur, Norman Osborn, arrive, il apprend par l'Homme-Sable qu'il est mort empalé par son propre planeur et que le Docteur Octopus l'est également, en noyant sa machine servant à manipuler la fusion. Electro intervient alors en racontant son ultime combat contre son Spider-Man et réalise que lui aussi, a péri lors d'un affrontement contre le super-héros. Prenant pitié, Peter les amène dans l'appartement d'Happy Hogan pour créer des antidotes aux super-vilains, persuadé que cela leur évitera de mourir quand ils seront renvoyés dans leurs univers respectifs et leur offrira également une seconde chance. Après avoir réussi dans le cad du Docteur Octopus, Peter installe sur Max un siphon d'énergie qui, au bout d'un moment, devrait faire disparaître les pouvoirs électriques d'Electro, mais le Bouffon Vert reprend le dessus sur Norman et il convainc Electro et l'Homme-Sable de ne pas se laisser guérir. Max s'arrache alors le siphon d'énergie et s'empare du réacteur ARK du fabricateur de Stark Industries (grâce auquel Peter fabriquait les antidotes) pour se retrouver doté d'une toute nouvelle puissance électrique encore plus grande. Après s'en être servi pour neutraliser Octopus, il prend la fuite, aidé par l'Homme-Sable. Il réapparait vêtu de nouveaux vêtements[2] plus tard sur la statue de la Liberté en rénovation où les ont attirés Peter, rejoint entre-temps par les deux autres Spider-Man avec leurs antidotes. Rejoint par l'Homme-sable et le Lézard, il tente de détruire l'artéfact cubique, la Machina di Kadavus que Dr Strange avait créé pour le renvoyer avec les autres super-vilains dans son univers. Il maîtrise facilement les Spider-Men avec ses nouveaux pouvoirs mais le Docteur Octopus entre en scène et le dupe pour lui arracher le réacteur ARK et placer à nouveau le siphon qui avait été réparé et le guérit instantanément. S'ensuit une petite discussion avec son Spider-Man respectif à qui il confie avoir pensé qu'il existerait un "Spider-Man noir[3]". Finalement, quand le Bouffon Vert est guéri à son tour, Dr Strange lance un dernier sortilège qui efface Peter de la mémoire de tous les habitants du MCU et tous les super-vilains guéris et leurs Spider-Men respectifs retournent dans leurs univers.

### Télévision
- 1999 - 2001 : Les Nouvelles aventures de Spider-Man (série d'animation) : dans cette version animée, Electro est présenté comme étant un hybride de l'Autre Terre, créé par le Maître de l'évolution pour défendre sa centrale. Spider-Man fait d'ailleurs référence au Electro qu'il a affronté sur la Terre. Après un affrontement avec l'homme araignée, Electro finit par être neutralisé, et il ne réapparaît plus par la suite, supposant qu'il est probablement mort.
- 2008 - 2009 : Spectacular Spider-Man (série d'animation) : Max Dillon travaille dans le laboratoire du Dr Connors. Un soir, en bricolant, il s'électrocute et son corps produit du courant en permanence. Les docteurs lui mettent une combinaison afin de le protéger lui et les autres.
- depuis 2013 : dans Ultimate Spider-Man (série d'animation), Electro  est transformé en un être d’électricité pure. Il peut se changer en courant électrique et se cloner, mais plus ses clones sont nombreux, moins il agit logiquement jusqu'à disjoncter. Il craint également le contact avec le sol ou l'eau s'il est trop chargé.
- 2021 : Spidey et ses amis extraordinaires (Spidey and His Amazing Friends) (série d'animation). Il s'agit de la version féminine du personnage.

#### Série animée des années 1990
Electro était supposé apparaître avec l'Homme Sable dans un film dirigé par James Cameron. Mais lorsque la production est annulée, les scénaristes le font apparaître dans la saison 5, dans l'arc des six combattants oubliés. Dans cette version, Electro se nomme Rhienholdt Kragov, et il est présenté comme étant le fils de Crâne Rouge, et le beau-frère de Caméleon. Dans les comics, il n'y a aucun lien entre ces personnages et Electro est également inspiré de la version d'Atlas Comics des années 1950.

### Jeux vidéo
- 2001 : Spider-Man 2 : La Revanche d'electro – Electro apparaît en tant qu'ennemi principal et boss final du jeu.
- 2005 : Ultimate Spider-Man – Electro apparaît en que boss.
- 2008 : Spider-Man : Le Règne des ombres – Electro apparaît en que boss qui par la suite peut devenir votre allié
- 2010 : Spider-Man : Dimensions – Electro apparaît en tant que boss. On le combat en tant que Spider-Man Ultimate (le Spider-Man avec costume symbiotique).
- 2013 : Lego Marvel Super Heroes – Personnage jouable, Electro peut lancer des arcs électriques, voler et activer des panneaux électriques. Il est contrôlable sous sa forme normale (dans les comics d'origine) comme dans sa forme Ultimate.
- 2014 : The Amazing Spider-Man : Le Destin d'un héros – Jeu titré du film, Electro apparaît en tant que boss final du jeu.
- 2018 : Marvel's Spider-Man